# الانتخابات العامة الكوبية 1958
الانتخابات العامة الكوبية 1958 هي انتخابات رئاسية جرت في 1958، في كوبا.
فاز بالانتخابات Andrés Rivero Agüero ‏.